# 拉古什海戰 (1759年)
拉各斯海戰（英語：Battle of Lagos），是七年戰爭中英國艦隊與法國艦隊在1759年8月18日至8月19日在葡萄牙南部的拉各斯灣發生的海戰，以英軍的勝利作結。

## 戰前形勢
1759年，法國希望藉進攻英國本土開拓七年戰爭的新戰場，故軍隊集結於布列塔尼半島東南方和瓦訥地區，運輸船停泊於基伯龍灣，法國政府並計畫將布雷斯特的21艘風帆戰艦與從土倫回航的12艘風帆戰艦組成一支艦隊，前往英格蘭與蘇格蘭沿岸。
1759年5月16日，愛德華·博斯科恩（Edward Boscawen）到達土倫，封鎖法國的德·拉·克盧艦隊。但博斯科恩於7月初解除封鎖，航向直布羅陀以補充物資和水並修復損壞的砲台，於8月4日直布羅陀港。另一方面，法國的德·拉·克盧艦隊於8月5日離開土倫，8月17日通過直布羅陀海峽時被博斯柯恩的巡邏船發現。

## 戰鬥
英國艦隊立刻出海追擊，由於匆忙的出海，兩支艦隊距離港口僅數英里。8月17日深夜，德·拉·克盧得知行蹤敗露，擔心英軍已封鎖其艦隊預定集合地——臨近的西班牙港口加的斯。他的旗艦臨時改變了航路，航向開放的大西洋，但艦隊中的5艘船因看不見旗艦而繼續航向加的斯，其餘跟著改變航向7艘船則在等待那5艘船前來會合時候，遭英艦隊追上並於8月18日下午發生戰鬥。其中的74門艦﹝Centaure號﹞在奮戰後被英軍俘獲，卻也造成英國旗艦嚴重損壞，博斯科恩將旗艦從Namur轉移到Newark。
18日晚上到19日凌晨，2艘法艦﹝Souverain號及Guerrier號﹞西逃，其餘4艘北逃至靠近拉各斯的葡萄牙海域，其中Océan號與德·拉·克盧的旗艦Redoutable號觸礁損壞，Téméraire號及Modeste號被俘。

## 戰後
德·拉·克盧在戰鬥中受致命傷而死於葡萄牙海岸。航向加的斯的5艘船被博斯科恩的副將柏德瑞克封鎖。
雖然法國艦隊戰敗，使聯合布雷斯特與土倫艦隊入侵英國的計畫遭瓦解，但法國並沒有放棄。最後在11月發生的基伯龍灣海戰中，法國海軍戰敗而取消入侵計畫。
戰勝的數艘博斯科恩地中海艦隊加入愛德華·霍克的艦隊，愛德華·霍克在基伯龍灣海戰指揮擊沉了法國布雷斯特艦隊的5艘船。